# Xenopus itombwensis
Xenopus itombwensis é uma espécie de anfíbio gimnofiono da família Pipidae. Está presente na República Democrática do Congo. A UICN classificou-a como em perigo de extinção.